# La leggenda di Beowulf: Il videogioco
La leggenda di Beowulf: Il videogioco (Beowulf: The Game) è un videogioco hack and slash del 2007 tratto dal film La leggenda di Beowulf uscito nello stesso anno, a sua volta tratto dal poema epico inglese Beowulf.